# Macrotes netrix
Macrotes netrix är en fjärilsart som beskrevs av Pieter Cramer 1777. Macrotes netrix ingår i släktet Macrotes och familjen mätare. Inga underarter finns listade i Catalogue of Life.